# IC 351
IC 351 ist ein planetarischer Nebel im Sternbild Perseus am Nordsternhimmel, welcher im Jahre 1890 von dem US-amerikanischen Astronomen Edward Emerson Barnard entdeckt wurde.